# Милосав Марјановић
Милосав Мило Марјановић (Крстац, код Никшића, 24. август 1931 — Београд, 9. мај 2023) био је српски математичар, универзитетски професор и академик. Он је био редовни члан САНУ и пензионисани професор Математичког факултета у Београду.

## Биографија
Докторат је стекао на Универзитету у Београду, 1964. године са тезом Мур-Смитова конвергенција у општој топологији.
Свој радни век провео је као предавач на Природно-математичком факултету у Београду, где је 1964. постао доцент, пет година касније ванредни професор, а 1980. добио статус редовног професора. Поред тога, од 1995. године радио је као редовни професор и на Учитељском факултету у Београду.
Милосав Марјановић постао је 1976. године дописни члан Српске академије наука и уметности, а 1991. изабран је за њеног редовног члана.